# Aarhus
Aarhus ( PRONÚNCIA DINAMARQUESA; até 2011 grafada Århus) é uma cidade portuária da Dinamarca, situada na costa oriental da península da Jutlândia e banhada pelo estreito do Categate.
É a 2ª maior cidade do país, e um importante centro comercial e industrial.

A cidade de Aarhus tem uma área de 91 km² e uma população de 285 273 habitantes (2022). 
É o centro administrativo da comuna de Aarhus, pertencente à Região da Jutlândia Central (Midtjylland).

## Etimologia e uso
O nome geográfico Aarhus ([ˈɔːrhuːs],  deriva da junção de duas palavras, å (rio) e ōs (foz), significando ”foz do rio”.
A cidade era mencionada como Arus em 1231 no dinamarquês antigo, sendo esta uma derivação da voz Nórdica Áróss com o mesmo significado. 
Pela reforma ortográfica de 1948, o nome da cidade passou a ser grafado Århus. Em 2011, a grafia foi de novo mudada para a anterior forma Aarhus.

Em textos em português costuma ser usada a forma original Aarhus, e ocasionalmente Århus ou Arhus.

## História
Aarhus tornou-se um bispado em 948. Em meados do século XVIII, após um longo período de estagnação, a cidade voltou a ter um crescimento económico, interrompido todavia pela paralisação do comércio marítimo durante as guerras revolucionária e napoleónica.
                                                    
Por volta de 1830, Aarhus já registava um crescimento constante, e a partir de 1850 já era a maior cidade da Jutlândia em termos de população, chegando até a ser a segunda maior da Dinamarca a partir da década de 1870.
 
No final do século XIX, a cidade passou a ter uma série de grandes centros comerciais e uma indústria cada vez mais importante.

## Comunicações
Aarhus é atravessada pela estrada europeia E45 (Frederikshavn-Aalborg-Randers-Aarhus-Horsens-Vejle-Kolding-Hamburgo)

É um nó ferroviário, com ligação a Aalborg, no norte, a Kolding e Fredericia, no sul, e daí para Odense e Copenhaga, no leste.

Está servida pelo aeroportos de Aarhus, a 30 km a nordeste da cidade.

Dispõe de um grande porto, com terminal de ferryboat para a ilha da Zelândia.

## Economia
É um importante porto marítimo e centro comercial. Possui indústrias de construção naval e de refinação petrolífera, assim como de oleicultura (óleos), margarinas, cimento e produção têxtil. 

## Educação
- Universidade de Aarhus – com 38 000 estudantes (2020). [15]

## Pontos turísticos
Esta antiga cidade tem várias atrações turísticas:

- Museu de Arte de Aarhus (ARoS Aarhus Art Museum)
- Catedral de Aarhus (Aarhus Domkirke; estilo gótico; consagrada em 1201)
- Museu viquingue de Århus
- Museu de Moesgård (antiga casa senhorial; os edifícios actuais foram concluídos em 1778)
- Den Gamle By (museu ao ar livre com c. 70 construções antigas)
- Parque de diversões "Friheden Tivoli"

## Demografia
Mais de 300 000 pessoas vivem dentro dos limites da cidade de Aarhus, enquanto um adicional de 500 000 vivem na área local circundante da região leste da Jutlândia. Aarhus é também uma grande parte da maior área metropolitana do leste da Jutlândia com 1 200 000 habitantes, o que torna Oestjylland a segunda maior área povoada na Dinamarca, após a área de Copenhaga.
Aarhus é dividido em vários bairros e ruas com seus próprios códigos postais (Postdistrikter).
Subúrbios dentro do 2º anel viário da cidade:
- Århus C
- Århus N
- Århus V
- Åbyhøj
- Viby J.

## Clubes
- AGF Fodbold (clube de futebol sediado em Aarhus e participante na Superliga Dinamarquesa, o 1.o escalão de futebol do país). [17]

## Cidades-irmãs
- Bergen, Noruega (desde 1946)
- Gotemburgo, Suécia (desde 1946)
- Turku, Finlândia (desde 1946)
- Kujalleq, Groenlândia (desde 1962)
- Harbin, China (desde 1984)
- São Petersburgo, Rússia (desde 1989)
- Rostock, Alemanha (desde 2006)

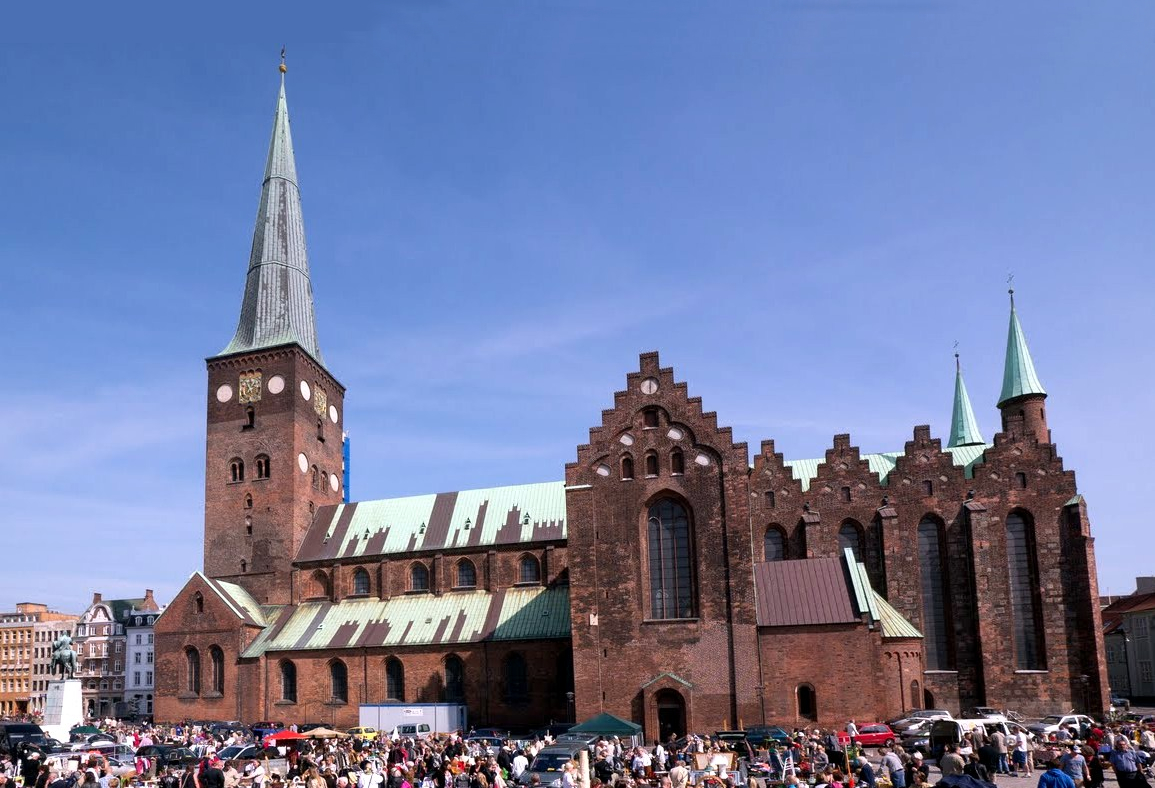
Catedral de Aarhus
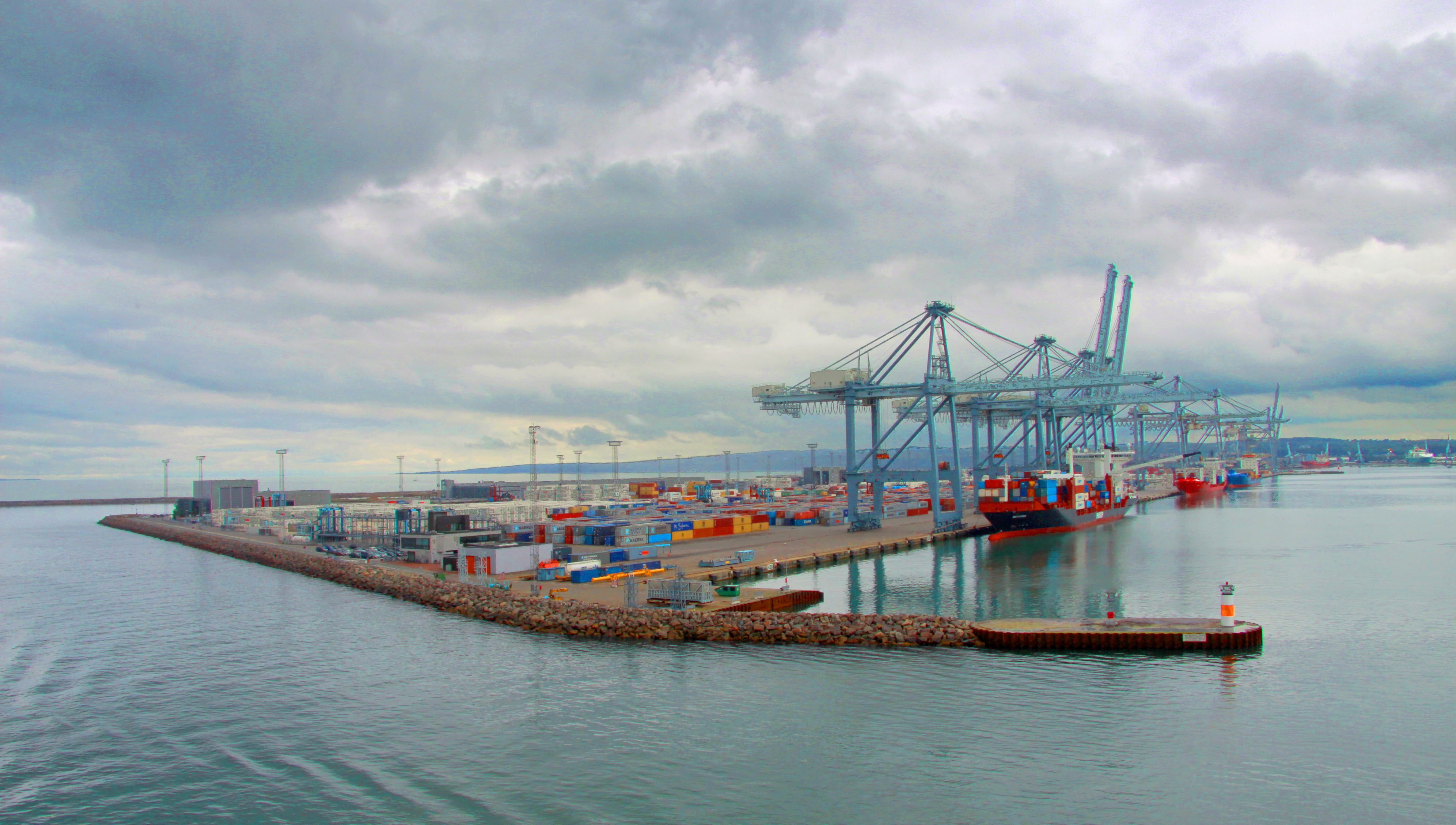
Porto de Aarhus
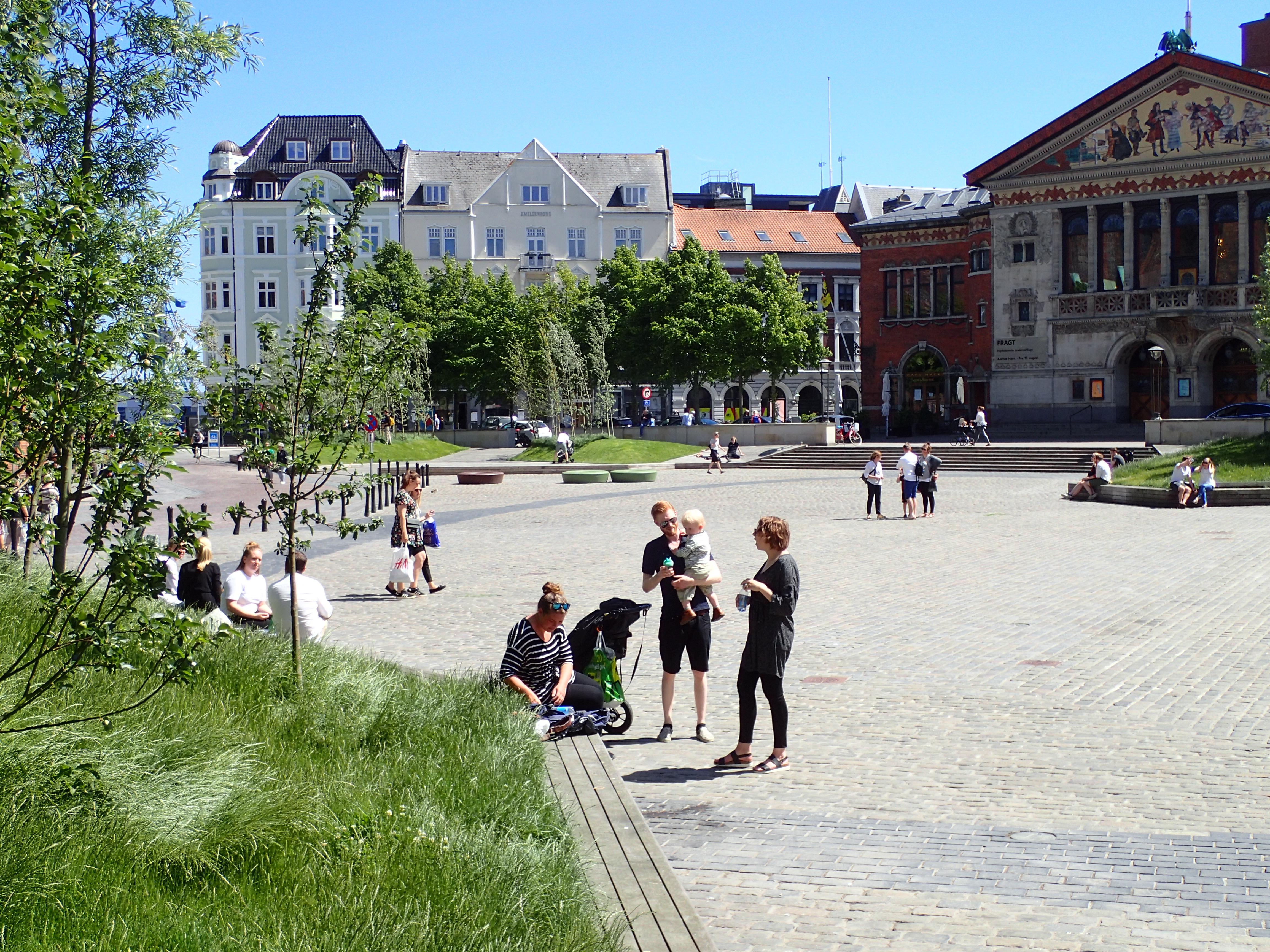
Praça "Bispetorv"
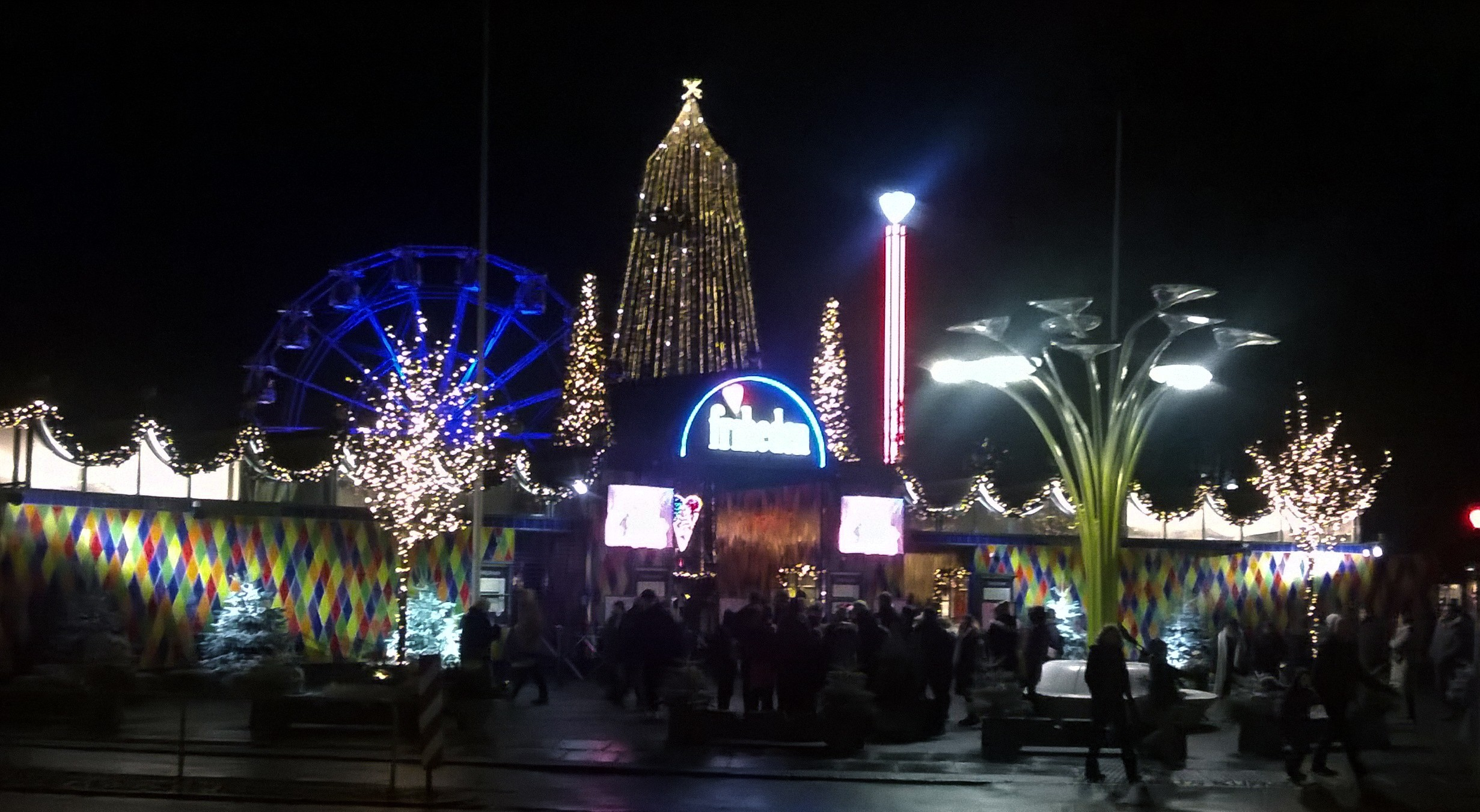
Parque de diversões "Tivoli Friheden"